# 662-й смешанный авиационный полк
662-й смешанный авиационный полк, он же до августа 1942 года 662-й лёгкий бомбардировочный авиационный полк— воинская часть вооружённых СССР в Великой Отечественной войне.

## История
Формировался как 662-й лёгкий бомбардировочный авиационный полк с ноября 1941 года в Алма-Ате на базе 22-й авиашколы, имел на вооружении самолёты У-2.
В составе действующей армии с 31 января 1942 по 5 марта 1943 года.
В январе 1942 года прибыл в распоряжение Волховского фронта. Зимой и весной 1942 года, базируясь в частности близ деревни Белая Гора (ныне Новгородский район) Вишерского района, участвует в Любанской операции, действует в районе Новгорода, Спасской Полисти, Мясного Бора, Киришей, Шимска, ведёт ночные бомбардировки, включая разлив зажигательной смеси, доставляет в окружённую 2-ю ударную армию боеприпасы, продукты, медикаменты, обратно вывозит раненых.
В начале августа 1942 года в полк прибыла эскадрилья истребителей (самолёты И-16 и И-153), которые прикрывали лёгкие бипланы У-2 в сумерки при достаточной видимости, и полк стал именоваться смешанным.
В ночь на 23 ноября 1942 года при выполнении боевого задания по уничтожению сильно укрепленных огневых точек противника был тяжело ранен в живот командир звена 1-й эскадрильи лейтенант С. П. Сазонов. Несмотря на ранение, лётчик точно сбросил бомбы в цель. На обратном пути, теряя сознание, выполнил вынужденную посадку в районе населенного пункта Митино. За проявленное мужество лётчик был награжден орденом Ленина.
С начала боевой деятельности по апрель 1943 года состав полка произвёл более 5 тысяч боевых вылетов, сбросив более тысячи тонн бомб и зажигательной смеси.
В апреле 1943 года расформирован. Истребительная эскадрилья была передана в 254-й истребительный авиационный полк. Остававшаяся эскадрилья У-2, стала отдельной, получив номер 556 и была направлена на Степной фронт.

## Подчинение
| Дата            | Фронт (округ)                                              | Армия                | Корпус | Дивизия | Примечания |
| --------------- | ---------------------------------------------------------- | -------------------- | ------ | ------- | ---------- |
| 01.12.1941 года | Среднеазиатский военный округ                              | -                    | -      | -       | -          |
| 01.01.1942 года | Резерв Ставки ВГК                                          | -                    | -      | -       | -          |
| 01.02.1942 года | Волховский фронт                                           | -                    | -      | -       | -          |
| 01.03.1942 года | Волховский фронт                                           | 52-я армия           | -      | -       | -          |
| 01.04.1942 года | Волховский фронт                                           | 52-я армия           | -      | -       | -          |
| 01.05.1942 года | Ленинградский фронт (Группа войск Волховского направления) | 2-я ударная армия    | -      | -       | -          |
| 01.06.1942 года | Ленинградский фронт (Волховская группа войск)              | 52-я армия           | -      | -       | -          |
| 01.07.1942 года | Волховский фронт                                           | 52-я армия           | -      | -       | -          |
| 01.08.1942 года | Волховский фронт                                           | -                    | -      | -       | -          |
| 01.09.1942 года | Волховский фронт                                           | 14-я воздушная армия | -      | -       | -          |
| 01.10.1942 года | Волховский фронт                                           | 14-я воздушная армия | -      | -       | -          |
| 01.11.1942 года | Волховский фронт                                           | 14-я воздушная армия | -      | -       | -          |
| 01.12.1942 года | Волховский фронт                                           | 14-я воздушная армия | -      | -       | -          |
| 01.01.1943 года | Волховский фронт                                           | 52-я армия           | -      | -       | -          |
| 01.02.1943 года | Волховский фронт                                           | 52-я армия           | -      | -       | -          |
| 01.03.1943 года | Волховский фронт                                           | 52-я армия           | -      | -       | -          |

## Командир полка
- капитан, майор Михаил Платонович Заплетняк (1941- март 1943 г.)

## Комиссар полка, заместитель командира полка по политической части
- Батальонный комиссар Полетаев
- старший политрук Николай Васильевич Турков

## Начальник штаба
- капитан Иван Васильевич Лаврюхинцев

## Отличившиеся лётчики полка
- Коваленко Яков Кондратьевич, старший лейтенант, командир 2-й эскадрильи. Награжден приказом Военного Совета Волховского фронта №054н от 29.06.1942 г.
- Макеев Алексей Галактионович, старший лейтенант, заместитель командира эскадрильи. Награжден приказом Военного Совета Волховского фронта №0121н от 03.11.1942 г.
- Поздняков Василий Трофимович, лейтенант, заместитель командира эскадрильи. Награжден приказом Военного Совета Ленинградского фронта №043н от 23.05.1942 г.
- Сазонов Сёмен Павлович, лейтенант, командир звена 1-й эскадрильи. Награжден приказом Военного Совета Волховского фронта №19н от 20.04.1942 г.